# いしわたり淳治
いしわたり 淳治（いしわたり じゅんじ、本名：石渡 淳治（読み同じ）、1977年8月21日 - ）は、日本の作詞家、音楽プロデューサー。青森県十和田市出身。元SUPERCARのギタリスト。
現在は作詞マルチ音楽ユニット・THE BLACKBANDとしても活動中。既婚。

## 概要
SUPERCARではシンプルなバンドサウンドからダンス、エレクトロまでアルバムをリリースする毎にそのスタイルを柔軟に変化させ、オリジナルアルバム7枚、シングル15枚を発表する。全曲の作詞とギターを担当。2005年のバンド解散後は作詞家としてSuperflyの「愛をこめて花束を」、少女時代の「PAPARAZZI」など、ジャンルを問わず数多くの楽曲を手掛ける一方、音楽プロデューサーとしてチャットモンチーや9mm Parabellum Bullet、ねごと、NICO Touches the Wallsなど数多くのアーティストを手掛ける。2007年には小説・エッセイ集『うれしい悲鳴をあげてくれ』を出版し、雑誌などへの執筆も行っている。使用ギターはモズライトのシグネチャーモデル"kikimimi"、フェンダー・ジャガーなど。

## 略歴
- 1977年、青森県十和田市にて誕生。
- 1987年、小学校で中村弘二と同じクラスになり知り合う。
- 1989年、中村弘二、田沢公大と同じ中学校に進学。中学時代は野球部に所属しており、田沢とバッテリーを組んでいた。
- 1992年、八戸工業高等専門学校に進学。実家を出て学生寮に住み始める。
- 高専2年生の頃にギターを始める。
- 1995年、フルカワミキが八戸市の楽器店に貼ったバンドメンバー募集の張り紙を見ていしわたりが連絡を取るが、そのバンドに進展がみられなかったため中学校の同窓会で再会した中村弘二と田沢公大を誘い、フルカワを逆に誘う形でバンドを結成。バンド名を「SUPERCAR」とする[3]。
- 1997年、SUPERCARのギタリストとしてメジャーデビュー。解散までのほぼ全ての楽曲の作詞とギターを担当。翌年に高専を卒業。
- 2005年、SUPERCAR解散。以後、作詞家、プロデューサーとして活動を開始する。
- 2021年、作詞家、作曲家、編曲家、プロデューサーとして活動する盟友、野村陽一郎、中村泰輔らと結成した音楽ユニット THE BLACKBANDとしても活動する。

## 作詞

### 2000年代
2004年
- NONA REEVES「愛の太陽」（Album『THE SPHYNX』2004年10月21日）
- HALCALI「OBOROGE COPY VIEW」（Album『音樂ノススメ』2004年11月24日）

2005年
- NONA REEVES「透明ガール」（Single「透明ガール」2005年7月21日）
- B-DASH「NEW HORIZON」（Album『NEW HORIZON』2005年8月17日）
- 土岐麻子「私のお気に入り」（Album『Debut』2005年9月7日）

2006年
- SUEMITSU & THE SUEMITH「Irony ("Bittersweet Irony" Japanese Version)」「Arabesque ("Melody Played by Pianist" Japanese Version)」（Album『Man Here Plays Mean Piano - A New Edition 4 Sony Music』2006年4月19日）
- SUEMITSU & THE SUEMITH「Sherbet Snow and the Airplane」（Single「Sherbet Snow and the Airplane e.p.」2006年6月14日）
- 中孝介「真昼の花火」（Single「思い出のすぐそばで/真昼の花火」2006年6月28日）
- SUEMITSU & THE SUEMITH「Astaire」（Single「Astaire e.p.」2006年8月23日）
- DISCO TWINS「ADABANA feat. KAORI」（Album『TWINS DISCO』2006年8月23日）
- FLOW「KANDATA」（Single「Around the world/KANDATA」2006年9月13日）
- メレンゲ「暗いところで待ち合わせ 〜朗読・田中麗奈〜」（Single「underworld」2006年11月22日）

2007年
- FLEET「sociologie」（Mini Album『pre view』2007年6月20日）
- 中孝介「ひとさし指のメロディ」「真昼の花火」「恋の栞」（Album『ユライ花』2007年7月11日）
- 植村花菜「あなたのその笑顔はいいヒントになる」（Single「あなたのその笑顔はいいヒントになる」2007年9月26日）
- 土岐麻子「風とうわさ」（Album『TALKIN'』2007年11月21日）
- FUTABA enjoy with 冨田ラボ「Get up! Do the right! featuring 佐藤竹善 & bird」（Single「Get up! Do the right! featuring 佐藤竹善 & bird」2007年12月5日）

2008年
- Itsco「SEKI-LALALA」（Single「Water Lily」2008年1月16日）
- SUEMITSU & THE SUEMITH「The Island March」「ID」（Album『Shock On The Piano』2008年3月19日）
- Superfly「愛をこめて花束を」（Single「愛をこめて花束を」2008年2月27日）
- 増田恵子「Merry & Hurry」（Album『もいちど遊びましょ Now & Then』2008年8月6日）
- 中孝介「ありがとうという名の少年」（Album『絆歌』2008年10月1日）

2009年
- メレンゲ「予報通りに晴れた空」（Album『シンメトリー』2009年1月14日）
- 宮川弾「美女と野暮」（Album『ニューロマンサー』2009年1月28日）
- K「Sand Paper World」（Album『Traveling Song』2009年3月18日）
- 新垣結衣「進化論」（Album『hug』2009年6月17日）
- 福原美穂「La La La FIGHTERS」（Single「HANABI SKY」2009年6月17日）
- 小池徹平「AIR STYLE」「シンクロ」（Album『Jack In The Box』2009年7月15日）
- RYUKYUDISKO「Starlight Waltz feat. 多和田えみ」（Album『pleasure』2009年9月23日）
- 原田知世「Giving Tree」（Album『eyja』2009年10月21日）

### 2010年代
2010年
- Tomita Labo「残像 feat. CHEMISTRY」（Album『Shipahead』2010年2月3日）
- CHiAKi KURiYAMA「結界IN MY BED」（Single「流星のナミダ」2010年2月24日）
- 土岐麻子「薄紅のCITY」（Album『乱反射ガール』2010年5月26日）
- いしわたり淳治 & 砂原良徳「神様のいうとおり」（Single「神様のいうとおり」2010年5月26日）
- alan「名もなき種」（Single「悲しみは雪に眠る」2010年10月13日）
- 湯川潮音「どうかあしたは」（Album『クレッシェンド』2010年11月17日）
- 栗山千明「可能性ガール」「愛に形がないのならどうして壊れたりするの」(Single「可能性ガール」2010年11月17日)
- HI LOCKATION MARKETS「タビビト」(Single「ホライズン」2010年12月8日)
- MiChi「LOVE is.」（Single「LOVE is. e.p」2010年12月22日）

2011年
- HALCALI「SUPERSTITIONS」（Album『TOKYO CONNECTION』2011年2月9日）
- FLiP「カートニアゴ」（Single「カートニアゴ」2011年2月23日）
- 栗山千明「口にしたLOVE」「Ladies & Gentlemen」（Album『CIRCUS』2011年3月16日）
- FTISLAND「SATISFACTION」（Single「SATISFACTION」2011年4月20日）
- FTISLAND「いつか」（Album『FIVE TREASURE ISLAND』2011年5月18日）
- 中孝介「君のカケラ feat. 宮本笑里」（Single「君ノカケラ feat. 宮本笑里」2011年8月10日）
- 秋元順子「胸に手をあてましょう」（Album『華浪漫 (Hana Roman) 〜セレナーデ』2011年10月26日）
- 星羅『ミディアイム』収録曲13曲中10曲作詞（Album『ミディアイム』2011年11月9日）
- 末光篤「百花繚乱 the World」「Hello Hello」（Album『Dear Grand Piano』2011年11月9日）
- Secret「Shy Boy」日本語歌詞（Mini Album『Shy Boy』2011年11月16日）
- 玉城千春「それだけ」（Album『Brand New Days』2011年11月23日）

2012年
- チュール「その瞳、意味深」（Single「その瞳、意味深」2012年2月1日）
- MiChi「TOKYO NIGHT」（Single「TOKYO NIGHT」2012年2月1日）
- Secret「これくらいのサヨナラ」全3曲作詞（Single「これくらいのサヨナラ」2012年2月29日）
- 河口恭吾『ROMANCHICA』収録曲うち3曲作詞（Album『ROMANCHICA』2012年3月28日）
- FTISLAND「NEVERLAND」（Single「NEVERLAND」2012年4月18日）
- 杏『愛をあなたに』全作詞（Mini Album『愛をあなたに』2012年4月25日）
- paco「pacolate」（Mini Album 『pacolate』2012年6月13日）
- Happiness「Magicな...Love」（Album『Happy Time』2012年6月20日）
- 少女時代「PAPARAZZI」（Single「PAPARAZZI」2012年6月27日）
- OKAMOTO'S「マジメになったら涙が出るぜ」（Single「マジメになったら涙が出るぜ/青い天国」2012年7月18日）
- Secret『WELCOME to SECRET TIME』収録曲中11曲作詞（Album『WELCOME to SECRET TIME』2012年8月22日）
- 少女時代「ALL MY LOVE IS FOR YOU」（Single「Oh!」2012年9月26日）
- Priscilla Ahn「I'll Be Here」（Album『Home 〜 My Song Diary』2012年10月31日）
- ROMEO「Hide and Seek Love」（Single「Tonight's The Night」2012年10月31日）
- バニラビーンズ「サブカルガールまどか」（Album『バニラビーンズIII』2012年11月7日）
- 少女時代「FLOWER POWER」「BEEP BEEP」（Single「FLOWER POWER」2012年11月21日）
- 熊谷育美「リライト」（Album『光』2012年11月21日）
- 少女時代「ALL MY LOVE IS FOR YOU」（Album「GIRLS' GENERATION II 〜Girls & Peace〜」2012年11月28日）
- 布袋寅泰「Don't Give Up!」（Single「Don't Give Up!」2012年12月5日）
- SHINee「1000年、ずっとそばにいて…」（Single「1000年、ずっとそばにいて…」2012年12月12日）
- ROMEO「Until the End of Time」「Hide and Seek Love」（Album『Midnight Theatre』2012年12月19日）

2013年
- 竹達彩奈「時空ツアーズ」（Single「時空ツアーズ」2013年1月9日）
- 布袋寅泰「Cutting Edge」「Daisy」（Album『COME RAIN COME SHINE』2013年2月6日）
- Rake「ランナーズ愛」（Single「ランナーズ愛」2013年2月27日）
- SMAP「Mistake!」（Single「Mistake!/Battery」2013年2月27日）
- J-Min「Heart Theater」（Single「Heart Theater」2013年3月13日）
- SHINee「Fire」「MOON RIVER WALTZ」（Single「Fire」2013年3月13日）
- ジェイク・シマブクロ「一期一会 〜ONE WISH」（Album『グランド・ウクレレ』2013年4月24日）
- 石丸幹二「再会」（Album『Love Songs』2013年6月26日）
- 剛力彩芽「友達より大事な人」（Single「友達より大事な人」2013年7月10日）
- FTISLAND「シアワセオリー」（Single「シアワセオリー」2013年7月24日）
- GOLD RUSH「ナツノセツナ」（Single「ダイヤモンド」2013年7月31日）
- 少女時代「DO THE CATWALK」（Single「GALAXY SUPERNOVA」2013年9月18日）
- OKAMOTO'S「SEXY BODY」（Single「SEXY BODY」2013年11月6日）
- Mayday『Mayday × 五月天 the Best of 1999-2013』全曲日本語対訳（Album『Mayday × 五月天 the Best of 1999-2013』2013年11月13日）
- 少女時代「BEEP BEEP」「LIPS」「DO THE CATWALK」（Album『LOVE & PEACE』2013年12月11日）

2014年
- J-Min「Waiting For You」（Album『Cross The Border』2014年1月22日）
- 剛力彩芽「あなたの100の嫌いなところ」（Single「あなたの100の嫌いなところ」2014年2月26日）
- Little Glee Monster「HARMONY」（Mini Album『Little Glee Monster』2014年3月16日）
- クリス・ハート「たったひとつの贈り物」（Album『Song for You』2014年3月19日）
- 中川翔子「誰にも言えないキスのあと」（Album『9lives』2014年4月2日）
- K「誓い 〜Waiting For Love〜」「Shout Of Delight」「Seeds Of Love」（Album『On My Journey』2014年6月4日）
- w-inds「Do Your Actions」（Album『Timeless』2014年7月9日）
- SMAP「Top Of The World」（Single「Top Of The World/Amazing Discovery」2014年7月16日）
- 手嶌葵「ショコラ」「Voyage a Paris 〜風に吹かれて〜」「1000の国を旅した少年」「NOMAD」（Album『Ren'dez-vous』2014年7月23日）
- BoA「MASAYUME CHASING」（Single「MASAYUME CHASING」2014年7月23日）
- 少女時代「Mr.Mr.」「Chain Reaction」（Album『THE BEST』2014年7月23日）
- JUJU「Brand New Days Will Love You」（Single「ラストシーン」2014年9月17日）
- SHINee「Downtown Baby」（Album『I'm Your Boy』2014年9月24日）
- 金木和也「ラッキー」（Album『LUCKY』2014年10月1日）
- 少女時代「Show Girls」（Album『THE BEST 〜New Edition〜/THE BEST 〜Standard Edition〜』2014年10月15日）
- Little Glee Monster「放課後ハイファイブ」「空は見ている」（Single「放課後ハイファイブ」2014年10月29日）
- 剛力彩芽「くやしいけど大事な人」（Single「くやしいけど大事な人」2014年10月29日）
- Superfly「愛をからだに吹き込んで」（Single「愛をからだに吹き込んで」2014年11月19日）
- BoA「エアポートで待ち合わせ」（Single「FLY」2014年12月3日）
- INFINITE「Dilemma」（Single「Dilemma」2014年12月24日）

2015年
- OKAMOTO'S「HEADHUNT」（Single「HEADHUNT」2015年2月4日）
- chay「あなたに恋をしてみました」（Single「あなたに恋をしてみました」2015年2月18日）
- GLIM SPANKY「褒めろよ」（Single「褒めろよ」2015年2月18日）
- Little Glee Monster「青春フォトグラフ」（Single「青春フォトグラフ/Girls be Free!」2015年3月4日）
- SHINee「Your Number」（Single「Your Number」2015年3月11日）
- 今井美樹「Time Goes By」「Something About Your Love」「Candle Night」（Album『Colour』2015年5月20日）
- Superfly「A・HA・HA」（Album『WHITE』2015年5月27日）
- Mayday「追憶のナインボール」（Single「YOUR LEGEND 〜燃ゆる命〜」2015年6月17日）
- Little Glee Monster「書きかけの未来」（Single「好きだ。」2015年9月23日）
- chay「好きで好きで好きすぎて」「笑顔のグラデーション」（Single「好きで好きで好きすぎて」2015年10月21日）
- SHINee「Sing Your Song」（Single「Sing Your Song」2015年10月27日）
- 春奈るな「別次元LOVE」（Mini Album『Dreamer』2015年11月11日）
- 中孝介「目をとじても」（Single「目をとじても」2015年11月11日）
- SPYAIR「NO-ID」（Album『4』2015年11月18日）

2016年
- SHINee「Photograph」「Sweet Surprise」（Album『D×D×D』2016年1月1日）
- Little Glee Monster「NO! NO!! NO!!!」（Album『Colorful Monster』2016年1月6日）
- 大橋トリオ「愛で君はきれいになる」（Album『10 TEN』2016年2月3日）
- Little Glee Monster「My Best Friend」（Single「My Best Friend」2016年5月11日）
- SHINee「君のせいで」「Nothing To Lose」（Single「君のせいで」2016年5月18日）
- テミン「TIGER」「世界で一番愛した人」（Mini Album『さよならひとり』2016年7月27日）
- J☆Dee'Z「Secret Summer」（Single「Dream Arch」2016年8月3日）
- Little Glee Monster「私らしく生きてみたい」「君のようになりたい」（Single「私らしく生きてみたい/君のようになりたい」2016年8月17日）
- Superfly「心の鎧」（Single「Good-bye」2016年9月14日）
- 私立恵比寿中学「イイトモ」（Single「まっすぐ」2016年9月21日）
- 手嶌葵「白薔薇のララバイ」「ナルキスと人魚」「ミス・ライムの推理」「Handsome Blue」（Album『青い図書室』2016年9月21日）
- 山本彩「ヒトコト」「愛のバトン」（Album『Rainbow』2016年10月26日）

2017年
- 金木和也「そっと大人に」（Mini Album『大人』2017年1月18日）
- Mayday『自伝 History of Tomorrow』全曲日本語対訳（Album『自伝 History of Tomorrow』2017年2月1日）
- SHINee「Gentleman」「Diamond Sky」（Album『FIVE』2017年2月22日）
- 中島美嘉「恋をする」（Single「恋をする」2017年2月22日）
- 大原櫻子「青い季節」（Single「ひらり」2017年3月8日）
- 西内まりや「Motion」（Single「Motion」2017年3月15日）
- chay「恋のはじまりはいつも突然に」（Single「恋のはじまりはいつも突然に」2017年3月29日）
- EXO-CBX「Miss You」（Album『GIRLS』2017年5月24日）
- Little Glee Monster「幸せのかけら」（Single「だから、ひとりじゃない」2017年5月31日）
- anderlust「#Hashtag」（Single「#Hashtag」2017年6月21日）
- 関ジャニ∞「DO NA I」（Album『ジャム』2017年6月28日）
- 寺嶋由芙「わたしを旅行につれてって」（Single「わたしを旅行につれてって」2017年7月12日）
- BOYS AND MEN「帆を上げろ!」作詞担当（Single「帆を上げろ!」2017年8月2日）
- 山本彩「JOKER」「どうしてどうして」「陸の魚」（Album『identity』2017年10月4日）
- 布袋寅泰「Amplifire」（Album『Paradox』2017年10月25日）
- テミン「What’s This Feeling?」（デジタル配信Single「ファイナルライフ -明日、君が消えても-（オリジナル・サウンドトラック）」2017年11月2日）
- TAEYON（少女時代）「Rescue Me」（デジタル配信Single「ファイナルライフ -明日、君が消えても-（オリジナル・サウンドトラック）」2017年11月2日）
- 寺嶋由芙「知らない誰かに抱かれてもいい」（Single「知らない誰かに抱かれてもいい」2017年11月8日）
- 宇宙人「PALLARREL BLUE」（Album『RIGHT NOW』2017年11月8日）
- Superfly「ユニゾン -Drama Ver.-」（配信Single「ユニゾン -Drama Ver.-」2017年11月16日）
- 手嶌葵「東京」（Single「東京」2017年11月22日）
- J☆Dee'Z「横浜ラブストーリー」（Single「ひとひらの涙/カラフルジャンプ」2017年11月22日）

2018年
- Little Glee Monster「Love To The Wolrd」「いつかこの涙が」（Album『juice』2018年1月17日）
- EXO「Electric Kiss」（Album『COUNTDOWN』2018年1月31日）
- BoA「私このままでいいのかな」（Album『私このままでいいのかな』2018年2月14日）
- Little Glee Monster「CLOSE TO YOU」（Single「ギュッと/CLOSE TO YOU」2018年3月14日）
- 井上実優「この空の果て」（Album『Sparkle』2018年3月21日）
- MONDO GROSSO「KEMURI」（Album『Attune/Detune』2018年3月21日）
- SHINee「From Now On」（Album『THE BEST FROM NOW ON』2018年4月18日）
- 寺嶋由芙「知らない誰かに抱かれてもいい」「結婚願望が止まらない」（Album『きみが散る』2018年4月25日）
- EXO-CBX「Shake」「Ringa Ringa Ring」「Gentleman」（Album『MAGIC』2018年5月9日）
- UEBO「真面目になってしまうよ」（Album『UEBO』2018年5月9日）
- 薬師丸ひろ子「明日が来る」「愛しい人」（Album『エトワール』2018年5月9日）
- NCT 127「Dreaming」（Album『Chain』2018年5月23日）
- 今井美樹「同じ空」（Album『Sky』2018年6月6日）
- Superfly「Bloom」「ユニゾン」（Single「Bloom」2018年6月6日）
- 菅原卓郎『今夜だけ俺を』全曲作詞（Album『今夜だけ俺を』2018年6月13日）
- Bank Band with Salyu「MESSAGE -メッセージ-」櫻井和寿と共同作詞（配信限定Single「MESSAGE -メッセージ-」2018年7月13日）
- 阪本奨悟「恋と嘘 ～ぎゅっと君の手を～」作詞・ワードプロデュース（Album『FLUFFY HOPE』2018年7月25日）
- Little Glee Monster「世界はあなたに笑いかけてる」「青い風に吹かれて」（Single「世界はあなたに笑いかけている」2018年8月1日）
- はちみつロケット「花火と漫画とチョコと雨」（Single「花火と漫画とチョコと雨」2018年8月8日）
- 石川さゆり「オリーブの島」（Single「花が咲いている」2018年8月15日）
- 私立恵比寿中学「イート・ザ・大目玉」（配信Single「FAMIEN'18 e.p.」2018年8月18日）
- コンピレーションアルバム『音量を上げて聴けタコ!』「人類滅亡の歓び」（Album『音量を上げて聴けタコ!』2018年10月3日）
- RUANN「There's No Ending」（配信Single「There's No Ending」2018年11月9日）
- J☆Dee'Z「明日も、世界は回るから」（Single「明日も、世界は回るから」2018年11月21日）
- テミン「Under My Skin」「Better Man」「What's This Feeling」（Album「TAEMIN」2018年11月28日）
- NELL「元気でいて」（配信Single「元気でいて」2018年12月5日）
- RUANN「READY TO GO」（配信Single「READY TO GO」2018年12月12日）
- KEY「Why Are You Here」（Mini Album『Hologram』2018年12月26日）

2019年
- Little Glee Monster「I BELIEVE」（Album『FLAVA』2019年1月16日）
- HANDSIGN「ふたりのサイン」（配信Single「ふたりのサイン」2019年2月6日）
- J☆Dee’Z「明日も、世界は回るから。」（Album『Jewel』2019年2月27日）
- 由紀さおり「覚えていてね」（Album『BEGINNING ～あなたにとって～』2019年3月20日）
- はちみつロケット「忠犬ハチ公」（Single「忠犬ハチ公」2019年3月20日)
- DISH//「理由のない恋」（Album『Junkfood Junction』2019年4月3日）
- EXO-CBX「Paper Cuts」（配信「Paper Cuts」2019年4月10日）
- NCT 127「Blow My Mind」（Album『Aweken』2019年4月17日）
- 手嶌葵「こころをこめて」（Album『Aoi Works II -Best Collection 2015~2019-』2019年5月8日）
- 布袋寅泰「DOUBT」（Album『GUITARHYTHM VI』2019年5月29日）
- Little Glee Monster「君に届くまで」（Single「君に届くまで」2019年5月29日）
- テヨン「I Found You」「HORIZON」（Mini Album『VOICE』2019年6月5日）
- テミン「Slave」（Mini Album 『FAMOUS』2019年8月28日）
- 矢沢永吉「魅せてくれ」「愛しているなら」「ヨコハマ Uō・Uō・Uō」「SEASIDE ROAD」「稲妻」（Album『いつか、その日が来る日まで…』2019年9月4日）
- 関ジャニ∞「Faaaaall in love」（Single「友よ」2019年11月27日）
- Do As Infinity「落葉」（Album『Do As Infinity』2019年9月25日）
- 手嶌葵「真夜中のメロディ」（配信Single「真夜中のメロディ」2019年10月9日）
- adieu「蒼」作詞・ワードプロデュース（Mini Album『adieu 1』2019年11月27日)
- Jewel「夢が夢じゃなくなる日まで」（Single「夢が夢じゃなくなる日まで」2019年11月27日）
- 大原櫻子「Shine On Me」（Single「Shine On Me」2019年12月4日）
- Little Glee Monster「愛しさにリボンをかけて」（Mini Album『I Feel The Light』2019年12月11日）

### 2020年代
2020年
- 木村拓哉「NEW START」（Album『Go with the Flow』2020年1月8日）
- Little Glee Monster 「Love Yourself」「STARTING OVER」（Album 『BRIGHT NEW WORLD』2020年2月12日）
- 福原遥「透明クリア」（Single『透明クリア』2020年3月11日）
- Leola「ないものねだり」（配信Single『ないものねだり / Lucky Me』2020年9月29日）
- 映画『トロールズ ミュージック★パワー』（劇中歌日本語歌詞監修担当　2020年10月2日公開　）
- JEWEL「横浜メモリーズ」（配信Single『横浜メモリーズ／今日がずっと..』2020年12月9日）
- はてな「夢？（夢じゃない）」（Single『夢?』（ゆめじゃない）2020年12月16日）
- 粉ミルク「メザメ」（配信Single『メザメ』　映画「えんとつ町のプペル」挿入歌　2020年12月25日）

2021年
- BAEKHYUN「Get You Alone」（Mini Album『BAEKHYUN』2021年1月20日）
- 手嶌葵「ただいま」（Single『ただいま』2021年2月24日）
- 大原櫻子「STARTLINE」（Albun『l』2021年3月3日）
- まふまふ「片恋」（配信Single『片恋』2021年3月12日）
- CUBERS「あたらしい生活」（Mini Album『あたらしい生活』2021年5月12日）
- DISH//「No.1」（Single『No.1』2021年5月21日）
- 手嶌葵「東京」「こころをこめて」「ただいま」(Album『Simple is best』2021年6月2日)
- SHINee「Closer」「Don't call me」(Album『SUPERSTAR』2021年7月28日）
- Hey!Say!JUMP「Love Your Life」（Single『群青ランナウェイ』2021年8月25日）
- ひらめ「あたまぽんぽんしてあげる」（Single『あたまぽんぽんしてあげる』2021年9月10日）
- 上白石萌音「I'll be there」（Single『I’ll be there / スピン』2021年10月13日）
- 関ジャニ∞「YES」（Album『8BEAT』2021年11月17日）
- フィロソフィーのダンス「サンフラワー」（Single『サンフラワー』2021年12月1日）

2022年
- でんぱ組.inc「初体験」（Single『初体験』2022年1月28日）
- TEAM SHACHI「Today」（Album『TEAM』2022年2月16日）
- フィロソフィーのダンス「愛の哲学」（Album『愛の哲学』2022年3月30日）
- CIRGO GRINCO「Sweetest Revolution」（Single『Sweetest Revolution』2022年5月13日）
- 石川さゆり「人生かぞえ歌」「本気で愛した」（Album『X -cross IV-』2022年5月18日）
- ミンホ「Falling Free」（Single『Falling Free』2022年5月21日）
- Boa「The Greatest」（Album『The Greatest』2022年5月30日）
- 上白石萌音「I’ll be there」（Album『name』2022年7月13日）
- ONEW「遅く起きた朝に」「Beauty」（Album『Life goes on』2022年7月6日）
- TOMORROW X TOGETHER「君じゃない誰かの愛し方 (Ring)」（Single『GOOD BOY GONE BAD』2022年8月31日）
- フィロソフィーのダンス「恋をしてもいいですか」(mini album『Red Carnival』2022年10月19日)
- GLIM SPANKY「不幸アレ」(配信Single『不幸アレ』2022年10月31日)
- King & Prince「ツキヨミ」(Single『ツキヨミ/彩り』2022年11月9日)
- フィロソフィーのダンス「Gimme Five!」(配信Single『Gimme Five!』2022年11月20日)
- Little Glee Monster「Join Us!」(配信Single『Join Us!』2022年12月14日)
- 寺嶋由芙「恋の後味」(Single『恋の後味』2022年12月14日)

2023年
- 島津亜矢「ただいま」(Album『SINGER 8』2023年1月18日)
- King & Prince「We are young」(Single『Life goes on / We are young』2023年2月22日)
- フィロソフィーのダンス「Gimme Five!」((Album『熱風は流転する』2023年3月15日)
- ONEW「INSPIRATION」(Single『INSPIRATION』2023年3月22日)
- Little Glee Monster「Join Us!」「HELLO NEW DAY」(mini Album『Fanfare』2023年3月22日)
- King & Prince「ツキヨミ」「We are young」(Album『Mr.5』2023年4月19日)
- 島津亜矢「笑い話」(Single『SINGALONG ／笑い話』2023年5月31日)
- 石川さゆり「愛されるために君は生まれたwith KREVA, SEIJI KAMEDA」(配信Single『愛されるために君は生まれた』2023年5月31日)
- 伊藤蘭「美しき日々」(Album『LEVEL 9.9』2023年7月19日)
- 薬師丸ひろ子「素敵をあつめて」(配信Single『素敵をあつめて』2023年8月2日)
- フィロソフィーのダンス「作り笑いをさせないで」(mini Album『One Summer Dream』2023年9月20日)
- GLIM SPANKY「不幸アレ」「怒りをくれよ（jon-YAKITORI remix）」(Album「The Goldmine」2023年11月15日)
- Little Glee Monster「CELEBRATE」(Single『UP TO ME!』2023年11月22日)
- 柏木ひなた「目から流れた歌」(配信EP「piece of me」2023年12月6日)

2024年
- CUBERS「あたらしい生活」(Album「CUBERS BEST 2015-2024」2024年1月14日)
- 薬師丸ひろ子「素敵をあつめて」「愛することにもし疲れても」(Album「Tree」2024年1月24日)
- Little Glee Monster「HELLO NEW」（Album『UNLOCK!』2024年3月20日）
- JO1（川西拓実）「surge」(配信「surge＜single edit＞」2024年4月29日)
- 山内惠介「海、光る」（Single『紅の蝶（海盤）』2024年6月12日）
- 琴音「Heaven」(配信Single「Heaven」2024年7月31日)
- THE BLACKBAND「KISSそれは feat.汐菜」(配信Single「KISSそれは feat.汐菜」2024年8月30日)
- osage「and goodbye」作詞、ワーズプロデュース(配信Single「ジオメトリック/ and goodbye」2024年9月25日)
- GLIM SPANKY「赤い轍」(配信Single「赤い轍」2024年10月20日)
- GLIM SPANKY「赤い轍」「怒りをくれよ」「褒めろよ」「愚か者たち」「サンライズジャーニー」「ワイルド・サイドを行け」 (Best Album「All the Greatest Dudes」2024年11月27日)

2025年
- 山内惠介「おおらい節」(Single「北の断崖」2025年2月26日)
- LINKLE PLANET「胸にいつもガンプラを」(Single「胸にいつもガンプラを」2025年3月19日)

## プロデュース
2005年
- チャットモンチー「chatmonchy has come」サウンド・プロデュース担当（デビュー・ミニアルバム「chatmonchy has come」/2005年11月23日）

2006年
- チャットモンチー「恋の煙」サウンド・プロデュース担当（Single/2006年3月1日）
- チャットモンチー「恋愛スピリッツ」サウンド・プロデュース担当（Single/2006年6月7日）
- チャットモンチー「耳鳴り」サウンド・プロデュース担当（Album/2006年7月5日）
- チャットモンチー「シャングリラ」サウンド・プロデュース担当（Single/2006年11月15日）

2007年
- チャットモンチー「女子たちに明日はない」サウンド・プロデュース担当（Single/2007年4月18日）
- 9mm Parabellum Bullet「The WORLD」「Heat-Island」サウンド・プロデュース担当（「The World e.p.」収録/2007年5月16日）
- チャットモンチー「とび魚のバタフライ/ 世界が終わる夜に」サウンド・プロデュース担当（Single/2007年6月20日）
- チャットモンチー「橙」サウンド・プロデュース担当（Single/2007年9月5日）
- 9mm Parabellum Bullet「Discommunication e.p.」サウンド・プロデュース担当（Single/2007年10月10日）
- VARIOUS ARTISTS「Rock for Baby」監修担当（Album/2007年10月17日）
- チャットモンチー「生命力」サウンド・プロデュース担当（Album/2007年10月24日）
- V.A 「奥田民生・カバーズ」収録チャットモンチー「息子」サウンド・プロデュース担当（Album/2007年10月24日）
- 9mm Parabellum Bullet「Termination」サウンド・プロデュース担当（Album/2007年11月14日）

2008年
- チャットモンチー「ヒラヒラヒラク秘密ノ扉」サウンド・プロデュース担当（Single/2008年2月27日）
- 9mm Parabellum Bullet「Supernova/Wanderland」サウンド・プロデュース担当（Single/2008年5月21日）
- チャットモンチー「風吹けば恋」サウンド・プロデュース担当（Single/2008年6月25日）
- 9mm Parabellum Bullet「VAMPIRE」サウンド・プロデュース担当（Album/2008年10月15日）
- チャットモンチー「RPG」サウンド・プロデュース担当（Single 「染まるよ」収録/2008年11月5日）

2009年
- a flood of circle「Buffalo Dance/Thunderbolt」サウンド＆ワーズプロデュース担当（タワーレコード限定 Single/2009年3月4日）
- a flood of circle「BUFFALO SOUL」サウンド＆ワーズプロデュース担当（Album/2009年3月4日）
- LEO 今井「You Me Electricity」サウンド＆ワーズプロデュース担当（Album 「Laser Rain」収録/2009年4月22日）
- S.R.S「Sometimses 」サウンド＆ワーズプロデュース担当（Debut Maxi Single 収録/2009年5月20日）
- S.R.S「ワンダーソング 」サウンド＆ワーズプロデュース担当（Single/2009年9月9日）
- a flood of circle「PARADOX PARADE」サウンド＆ワーズプロデュース担当（2nd Album/2009年11月18日）

2010年
- FLiP「DEAR GIRLS」サウンド＆ワーズプロデュース担当（1st Album/2010年2月3日）
- S.R.S「ACROSS THE MIDSET」サウンド＆ワーズプロデュース担当（1st Album/2010年3月3日）
- チャットモンチー「表情＜Coupling Collection＞」サウンド＆ワーズプロデュース担当(Album/2010年3月24日)
- a flood of circle「Human License」サウンド＆ワーズプロデュース担当(1st single/2010年7月21日)
- banbi「グローランプ」サウンド＆ワーズプロデュース担当(1st single/2010年8月4日)
- a flood of circle「ZOOMANITY」サウンド＆ワーズプロデュース担当(3rd album/2010年9月15日)
- FLiP「mulu mole」サウンド＆ワーズプロデュース担当(2nd mini album/2010年9月15日)
- ねごと「Hello!’ Z’」サウンド＆ワーズプロデュース担当(1st mini album/2010年9月29日)
- ロッカトレンチ「Music is my Soul」サウンド＆ワーズプロデュース担当(single 「Music is my Soul」収録/2010年12月1日)

2011年
- S.R.S「Real Lie」サウンド＆ワーズプロデュース担当(3rd Single 「Real Lie」/2011年3月2日)
- FLiP「カートニアゴ」作詞、サウンド＆ワーズプロデュース担当(1st single 「カートニアゴ」/2011年2月23日)
- ねごと「カロン」サウンド＆ワーズプロデュース担当(1st Single 「カロン」/2011年3月2日)
- NICO Touches the Walls「マトリョーシカ」サウンド＆ワーズプロデュース担当(3rd album 「PASSENGER」収録/2011年4月6日)
- ロッカトレンチ「日々のぬくもりだけで」サウンド＆プロデュース担当（single 「日々のぬくもりだけで」収録/2011年4月27日）
- FLiP「未知 evolution」サウンド＆プロデュース担当（1st album 「未知 evolution」/2011年5月25日）
- ロッカトレンチ「光射す方へ」サウンド＆プロデュース担当（10th single 「光射す方へ」/2011年6月22日）
- ねごと「カロン」サウンド＆ワーズプロデュース担当(1st full album 「ex Negoto」/2011年7月13日)
- ロッカトレンチ「Bohemia」サウンド＆ワーズプロデュース担当（2nd album 「Bohemia」/2011年9月7日）
- 星羅「心配ばっかもうしなくていいよ」ワーズプロデュース担当（3rd single 「心配ばっかもうしなくていいよ」/2011年10月5日）
- Over The Dogs「トケメグル」サウンド＆ワーズプロデュース担当(album 「トケメグル」/2011年10月26日)
- Hemenway「Listen」ワーズプロデュース担当(1st single 「Listen」/2011年11月2日)
- 星羅「ミディアム」作詞　ワーズプロデュース担当（1st fullalbum 「ミディアイム」/2011年11月9日）
- S.R.S「Real Lie...Naked」サウンド＆ワーズプロデュース担当(mini ALBUM 「Radiant Rainbow」/2011年11月23日)
- FLiP「ホシイモノハ」「ふつつか少女」サウンド＆ワーズプロデュース担当(single 「ホシイモノハ」/2011年12月7日)

2012年
- FLiP「ワンダーランド」サウンド＆ワーズプロデュース担当(3rd single 「ワンダーランド」/2012年2月8日)
- The SALOVERS「ディタラトゥエンティ」サウンド＆ワーズプロデュース担当(single 「ディタラトゥエンティ」/2012年2月22日)
- Dirty Old Men「doors」サウンド＆プロデュース担当（album 「doors」/2012年5月2日）
- FLiP「xx emotion」サウンド＆ワーズプロデュース担当（album 「xx emotion」/2012年5月16日）
- NICO Touches the Walls「夏の大三角形」ワーズプロデュース担当「夕立マーチ」サウンド＆ワーズプロデュース担当（single 「夏の大三角形」/2012年5月16日）
- The SALOVERS「いざ、サラバーズ!」サウンド＆ワーズプロデュース担当(album「いざ、サラバーズ!」/2012年7月4日)
- The SALOVERS「珍文完聞 -Chin Bung Kan Bung-」サウンド＆ワーズプロデュース担当(major debut album「珍文完聞 -Chin Bung Kan Bung-」/2012年9月5日)
- 渋沢葉「花はここに咲いています」プロデュース担当（album 「花はここに咲いています」/2012年11月21日）

2013年
- OKAMOTO'S「マジメになったら涙が出るぜ」「あからさまに恋してる」Sound&Words Produce担当(album「OKAMOTO’S」/2013年1月23日)
- The SALOVERS「床には君のカーディガン」Sound&Words Produce担当(album「グランド・ウクレレ」/2013年4月24日)
- NICO Touches the Walls「夏の大三角形」リリックディレクション担当（album「Shout to the Walls!」/2013年4月24日）
- アンダーグラフ「MATATABI」Sound&Words Produce担当（album「7+one〜音の彩り」/2013年7月3日）
- Salley「green」Words Produce担当(「GREEN」/2013年7月31日)
- The SALOVERS「HOT HOT HOT!」「アンデスの街で」Sound&Words Produce担当(album「アンデスの街でこんな夜はHOT HOT HOT!」/2013年7月31日)
- KIDS 全6曲 Sound&Words Produce担当(album「一寸先の闇だって」/2013年8月7日)
- THE NAMPA BOYS「バトルズ」 Sound&Words Produce担当（mini album「バトルズ」/2013年10月9日）
- The SALOVERS「文学のススメ」Sound&Words Produce担当（single「文学のススメ」/2013年10月16日）
- Czecho No Republic「MUSIC」Sound&Words Produce担当（album「NEVERLAND」/2013年10月30日）
- ドラマチックアラスカ「和心」「打ち上げ花火」Sound&Words Produce担当（album「オーロラを待っている」/2013年11月19日）

2014年
- NICO Touches the Walls「夏の大三角形」「バイシクル」「マトリョーシカ」Sound&Words Produce担当（album 「ニコ タッチズ ザ ウォールズ ノ ベスト」/2014年2月5日）
- NICO Touches the Walls「太陽が笑ってら」Sound&Words Produce担当（single 「ローハイド」/2014年3月5日）
- GLIM SPANKY「焦燥」「MIDNIGHT CIRCUS」Sound＆Words Produce担当(album「焦燥」/2014年6月11日)
- ドラマチックアラスカ「未来手紙」Sound＆Words Produce担当(mini album「Beyond The Bering」/2014年7月9日)
- 9mm Parabellum Bullet「The World」「Discommunication」「Supernova」「Wanderland」Sound＆Words Produce担当(album「Greatest Hits」/2014年7月9日)
- 爆弾ジョニー「終わりなき午後の冒険者」Words Produce担当（single「終わりなき午後の冒険者」/2014年10月22日）
- 映画「日々ロック」Sound & Words produce担当（オリジナルサウンドトラック「日々ロック」/2014年11月5日）

2015年
- BURNOUT SYNDROMES「文學少女」全8曲Sound & Words produce担当（album「文學少女」/2015年5月13日）
- Mayday「青春の彼方・盛夏光年」「星空」対訳担当(single「YOUR LEGEND〜燃ゆる命〜」/2015年6月17日)
- 笹木勇一郎「レモンソーダの雨」Sound & Words produce担当（album「東京シティらんでぶー」/2015年7月1日）
- GLIM SPANKY「焦燥」「サンライズジャーニー」「MIDNIGHT CIRCUS」「踊りに行こうぜ」「夜が明けたら」Sound & Words produce担当（album「SUNRISE JOURNEY 」/2015年7月22日）
- GLIM SPANKY「褒めろよ」「リアル鬼ごっこ」Words produce担当（album「SUNRISE JOURNEY 」/2015年7月22日）
- RIP SLYME「気持ちいい for Men」Sound & Words produce担当（album「10」/2015年9月30日）

2016年
- GLIM SPANKY「ワイルド・サイドを行け」Words produce担当（album「ワイルド・サイドを行け」/2016年1月27日）
- BURNOUT SYNDROMES「FLY HIGH!!」「エアギターガール」「サクラカノン」Sound & Words produce担当（single「FLY HIGH!!」」/2016年3月2日）
- ARKS「私はあなたを卒業する」Sound & Words produce担当（mini album「Image」2016年3月9日）
- しなまゆ「恋をしている目をしている」Sound & Words produce担当（mini album「ヘンシン」2016年3月9日）
- flumpool「Blue Apple & Red Banana」Sound & Words produce担当（album「EGG」2016年3月16日）
- 戸渡陽太「Sydney」Words produce担当（album「I wanna be」2016年6月15日）
- Awesome City Club「Don't Think, Feel」Words produce担当（mini album「Awesome City Tracks 3」2016年6月22日）
- SPYAIR「THIS IS HOW WE ROCK」Words produce担当（single「THIS IS HOW WE ROCK」2016年7月13日）
- GLIM SPANKY「怒りをくれよ」「ワイルド・サイドを行け」words produce担当（album「Next One」2016年7月20日）
- Fou Fou「STAR」Sound & Words produce担当（mini album「Fou is this?」2016年10月4日）
- BURNOUT SYNDROMES「ヒカリアレ」「PIANO TUNE」Sound & Words produce担当（single「ヒカリアレ」2016年10月26日）
- BURNOUT SYNDROMES全曲Sound & Words produce担当（album「檸檬」2016年11月9日）
- anderlust「Scrap & Build」「友達のふり」words produce担当（single「Scrap & Build」2016年12月14日）

2017年
- Awesome City Club「今夜だけ間違いじゃないことにしてあげる」Sound & Words produce担当（album「Awesome City Tracks 4」2017年1月25日）
- SILENT SIREN「Pandora」Words produce担当（single「フジヤマディスコ」2017年3月1日）
- 尾崎裕哉「サムデイ・スマイル」「Stay by my Side」Words produce担当（EP「LET FREEDOM RING」2017年3月22日）
- HOWL BE QUIET「ラブフェチ」「ギブアンドテイク」Words produce担当(album「Mr.HOLIC」2017年5月24日)
- Awesome City Club「今夜だけ間違いじゃないことにしてあげる」Sound & Words produce担当,「Don't Think, Feel」Words produce担当（album「Awesome City Club BEST」2017年8月23日）
- WEAVER「だから僕は僕を手放す」Sound & Words produce担当(single 「A/W」 /2017年9月13日)
- BURNOUT SYNDROMES「ハイスコアガール」Sound & Words produce担当（デジタル限定配信シングル 2017年9月18日）
- 尾崎裕哉「Glory Days」「シアワセカイ」Words produce担当（single「SEIZE THE DAY」2017年10月4日）
- 片平里菜「lucy」Words produce担当(album「愛のせい」2017年12月20日)

2018年
- GLIM SPANKY「愚か者たち」Words produce担当(single「愚か者たち」2018年1月31日)
- BURNOUT SYNDROMES「花一匁」「夕闇通り探検隊」Sound & Words produce担当(single「花一匁」2018年2月7日)
- 井上実優「この空の果て」 Words produce担当(single「この空の果て」2018年2月7日)
- BURNOUT SYNDROMES全曲Sound & Words produce担当(album「孔雀」2018年2月21日)
- UEBO「春の嵐」Words produce担当（album「UEBO」2018年5月9日）
- BURNOUT SYNDROMES「世界を回せ」Words produce担当（配信single「世界を回せ」2018年8月3日）

2019年
- BURNOUT SYNDROMES「世界を回せ」「ダーウィンに捧ぐ」Words produce担当(album「明星」2019年2月20日)
- WEAVER「だから僕は僕を手放す」Sound & Words produce担当（album「ID 2」2019年3月6日）
- 松室政哉「僕は僕で僕じゃない」Words produce担当（single「僕は僕で僕じゃない」2019年6月26日）
- BURNOUT SYNDROMES「Good Morning World!」Sound & Words produce担当（single「Good Morning World!」2019年8月21日）
- 私立恵比寿中学「HISTORY」Words produce担当(album「playlist」2019年12月18日)

2020年
- BURNOUT SYNDROMES「PHOENIX」Sound & Words produce担当(single「PHOENIX」2020年2月12日)
- Awesome City Club「最後の口づけの続きの口づけを」Words produce担当（Album『Grow Apart』2020年7月8日）

2021年
- 門脇更紗「きれいだ」Words produce担当（Single「きれいだ」2021年5月5日）
- ひらめ「あたまぽんぽんしてあげる」Sound produce担当（Single『あたまぽんぽんしてあげる』2021年9月10日）※THE BLACKBAND
- アイビーカラー「街角のラプソディ」Words produce担当（Album『tomorrow』2021年10月6日）

2022年
- 門脇更紗「きれいだ」「わすれものをしないように」「ねえ、バディ」Words produce担当（Album『ファウンテンブルーに染まって』2022年7月27日）
- GLIM SPANKY「不幸アレ」Words produce担当(配信Single『不幸アレ』2022年10月31日)

2023年
- 幸田まひる「22」Words produce担当(配信Album「22」2023年7月12日)

2024年
- GLASGOW「休息充電」Words produce担当(配信Single「急速充電」2024年1月8日)
- 生田絵梨花「Laundry」Words produce担当（1st EP『capriccioso』2024年4月10日）
- KALMA「春のシモキタ」Words produce担当(配信Single「春のシモキタ」2024年4月10日)
- KALMA「恋人はバンドマン」Words produce担当(配信Single「恋人はバンドマン」2024年5月22日)
- カネヨリマサル「嫌いになっちゃうよ」Sound & Words produce担当(配信Single「嫌いになっちゃうよ」2024年7月17日)
- Hue's「Ray」Words produce担当(配信Single「Ray」2024年7月24日)
- カネヨリマサル「ゆびきりげんまん」Sound & Words produce担当(配信Single「ゆびきりげんまん」2024年9月25日)
- w.o.d.「ネックレス」Words produce担当(Album「あい」2024年10月23日)

2025年
- カネヨリマサル「嫌いになっちゃうよ」「ゆびきりげんまん」Sound & Words produce担当(Mini Album「昨日を生きない私たちへ」2025年1月29日)
- Jonah「エコー」Words produce担当(配信Single「エコー」2025年1月29日)
- Hue's「Fin」Words produce担当(Album「RAYDIANCE」2025年6月4日)

## 審査員
- 「出れんの!?サマソニ!?2009」審査員（2009年8月7日 - 9日）
- 「ストファイHジェネ祭り'09」審査員（2009年8月22日）
- 「伊達者音楽闘技場」審査員（2010年3月13日）
- 「出れんの!?サマソニ!?2010」審査員（2010年8月7日 - 8日）
- 「ストファイHジェネ祭り'10」審査員（2010年8月21日）
- 「出れんの!?サマソニ!?2011」審査員（2011年7月14日 - 15日）
- 「閃光ライオット2011」審査員（2011年9月4日）
- 「サタテンMUSICグランプリ」審査員（2011年12月2日）
- 「出れんの!?サマソニ!?2012」審査員（2012年8月18日 - 19日）
- 「閃光ライオット2012」審査員（2012年9月2日）
- EMIミュージック・ジャパン新人発掘セクション「Great Hunting」公開デモ評議委員会（2012年9月8日）
- 「出れんの!?サマソニ!?2013」審査員（2013年8月10日 - 11日）
- 「閃光ライオット2013」審査員（2013年8月4日）
- 「出れんの!?サマソニ!?2014」審査員（2014年8月16日 - 17日）
- 「閃光ライオット2014」審査員（2014年8月31日）
- 「出れんの!?サマソニ!?2015」審査員（2015年8月15日 -16日）
- 「未確認フェスティバル」審査員（2015年8月30日）
- 「未確認フェスティバル」審査員（2016年8月27日）
- 「閃光ライオット2023」審査員（2023年8月7日）

## 出演

### テレビ番組
- 関ジャム 完全燃SHOW（2017年1月8日 - 、テレビ朝日） - 不定期出演[注 1]

### ラジオ
- tonika SPIDER SOUNDS（4,7,10月の金曜日レギュラー出演、J-WAVE）
- THE BLACKBAND KOSOADO(毎週土曜日21:30～22:00、NAC5)

### 音声ドラマ
- M-ON! 10th Anniversary × SPEEDSTAR RECORS Presents スペシャルドラマプロジェクト Vol.1 『後楽園の母』（2009年4月22日、由紀さおりの息子役）

## 書籍
- うれしい悲鳴をあげてくれ（2007年、ロッキング・オン）
  - うれしい悲鳴をあげてくれ〈文庫版〉（2014年、[ちくま文庫]）
- 次の突き当りをまっすぐ（2017年、筑摩書房）
- 言葉にできない想いは本当にあるのか[4]（2020年、筑摩書房）
- 言葉にできない想いは本当にあるのか２(2024年、朝日新聞出版)

### 雑誌連載
- T.（角川出版） - 「COMMENTARY」のコーナーにて映画レビューを担当（年に4回、年季発売）
- MUSICA（FACT） - 「DISC REVIEW」を担当
- UOMO（集英社） - 「大人が嗜むヒットソング」を担当
- 朝日新聞デジタルマガジン＆ - 「いしわたり淳治のWORD HUNT」を担当